# Tioga, Texas
Tioga är en ort i Grayson County i Texas. Enligt 2010 års folkräkning hade Tioga 803 invånare. Postkontoret öppnades 1881 och orten fick status som kommun (town) 1896.